# Diadegma crassulum
Diadegma crassulum là một loài tò vò trong họ Ichneumonidae.